# DOTA: Кровь дракона
«DOTA: Кровь дракона», а также «Оборона древних: Кровь дракона» (англ. Dota: Dragon’s Blood) — совместный аниме сериал Южной Кореи и США в жанре фэнтези, действия которого происходят в мире Dota 2. Созданием занимались совместно анимационная студия Studio Mir, Kaiju Boulevard, Netflix Animation и студия игр Valve. Премьера состоялась 25 марта 2021 года. Сериал получил официальный русский дубляж, а также вышел с рейтингом 18+. Вскоре после премьеры был анонсирован второй сезон, вышедший в январе 2022, за которым последовал третий в августе 2022.

## Синопсис
В центре сюжета — драконий рыцарь Дэвион. После встречи с могущественным древним Эльдвурмом и с благородной принцессой Мираной, у которой есть своя тайная миссия, Дэвион оказывается втянут в масштабные события.

## В ролях
- Юрий Ловенталь — Дэвион
- Лара Пулвер — принцесса Мирана
- Ди Брэдли Бейкер — Саган
- Тони Тодд — Слайрак Эльдвурм
- Трой Бейкер — Инвокер
- Фрея Тингли — Фимрин
- Джошуа Китон — Брам
- Аликс Уилтон Риган — Селемине
- Кари Уолгрен — Луна
- Стефани Джейкобсен — Дриси
- Энсон Маунт — Каден
- Джейби Бланк — Террорблейд

## Сюжет
Пережив в детстве нападение дракона на деревню, Дэвион стал борцом за добро и справедливость, драконьим рыцарем. Испытывая ненависть к драконам, Дэвион находил и убивал драконов. Но все изменилось в тот день, когда древний дракон огня Слайрак пустил своим когтём кровь Дэвиона в области шеи, в дар за битву, передав ему перед своей смертью всю мудрость и силу. Так же не зная истинных намерений полководца Луны и принцессы Мираны, Дэвион стал ее напарником и был втянут в политические игры.

## Критика
На агрегаторе рецензий Rotten Tomatoes рейтинг «свежести» первого сезона составил 75 % на основе 12 рецензий и 86 % на основе 298 зрительских оценок.